# Hagener Volksblatt
Das Hagener Volksblatt (Eigenschreibweise: Hagener VolksBlatt: Monatszeitung für Hagen) war eine 1976 gegründete links-alternative Zeitung für und aus Hagen mit monatlicher Erscheinungsweise.

## Hintergrund
Die Westfälische Rundschau, die der Deutschen Druck- und Verlagsgesellschaft (DDVG) gehört hatte, wurde 1975 an die WAZ verkauft, die auch die Westfalenpost übernommen hatte. Beide Zeitungen waren 1946 gegründet worden. Bei der Westfalenpost war es zuvor im Juni 1975 zu wilden Streiks in der Druckerei gekommen.
Bürger der Stadt, die eine Monopolisierung des lokalen Zeitungsmarktes fürchteten, gründeten daher am 28. Juni 1976 einen Verein, der die Förderung der „materiellen und personellen Voraussetzungen einer unternehmerfreien Zeitung“ zum Ziel hatte. Zu den Gründern gehörten der Politikwissenschaftler Bernhard Sanders und Jörg A. Hoppe, der zu dieser Zeit Sozialpädagogik studierte und in der Wohngemeinschaft B 56 wohnte. Seine Adresse stellte er als Kontaktmöglichkeit zur Zeitung zur Verfügung. Sanders war für den Anzeigenteil der Zeitung zuständig, verantwortlicher Redakteur war Werner Weiß. Zu Beginn beteiligten sich etwa 80 Personen an der Zeitung.
Die Zeitung wollte

„(...) in erster Linie ein Lokalblatt sein, das Hagener Probleme beim Namen nennt. Das Hagener VolksBlatt will die Informationen bringen, die die Hagener Tagespresse verschweigt oder entstellt wiedergibt. (...) Das Hagener VolksBlatt ist eine Zeitung, die zwar parteilos ist, aber Partei ergreift.“

Die Arbeit an der Zeitung erfolgte im Hinterzimmer der Gaststätte Im Fäßchen am Wilhelmsplatz in Wehringhausen, wo sich die Teilnehmer der Initiative jeweils dienstags trafen. Zu ihnen gehörte auch Kay-Oliver Schlasse, der als Zeichner mitwirkte. Alle arbeiteten ehrenamtlich mit. Layout und Inhalte wurden im Fäßchen gemeinsam erarbeitet und in den Wohngemeinschaften der handelnden Akteure „mit Letraset, Rapidograph und Fixogum zusammengeklebt“.
Die Zeitung bot Bürgerinitiativen und Selbsthilfeeinrichtungen eine Plattform, um ihre Ziele vorzustellen. Zu ihnen gehörten unter anderem der Verein zur Förderung von Abenteuerspielplätzen, die Spielplatz-Initiative Oedeweg, das Projekt Stadtentwicklung Haspe, die Anonymen Alkoholiker und Amnesty International.
Die erste Ausgabe („Nullnummer“) erschien im November 1976 in einer Auflage von 5.000 gedruckten Exemplaren. Erklärtes Ziel war es, eine monatliche Erscheinungsweise im Umfang von acht Seiten sicherzustellen. Der Vertrieb erfolgte durch Verkauf auf den Wochenmärkten in der Stadtmitte und in den Stadtteilen Wehringhausen, Haspe, Altenhagen, Boele und Vorhalle, außerdem an ausgewählten weiteren Standorten sowie an größeren Kiosken. Der Preis betrug anfänglich 50 Pfennig pro Ausgabe, bis zur Einstellung des Blattes 1982 hatte sich der Preis verdoppelt.